# В потерянных землях (фильм)
«В потерянных землях» (англ. In the Lost Lands) — художественный фильм в жанре эпического фэнтези американского режиссёра Пола У. С. Андерсона, экранизация одноимённого фантастического рассказа Джорджа Мартина с Дейвом Батистой и Миллой Йовович в главных ролях. Вышел в прокат 28 февраля 2025 года, получил негативные отзывы критиков.

## Сюжет
Литературной основой сценария стал рассказ Джорджа Мартина «В потерянных землях». Его главные герои — ведьма Серая Элис и бродяга по имени Бойс, которые отправляются в путь через призрачную пустошь. Они должны захватить оборотня, чтобы королева Меланж смогла завладеть его силой. В пути героям приходится сражаться со сторонниками религиозного ордена и существами из другого мира.

## В ролях
- Милла Йовович — Серая Элис
- Дейв Батиста — Бойс
- Амара Окирики — Меланж
- Дейрдре Муллинс — Мара
- Фрэзер Джеймс — патриарх Йохан
- Иэн Ханмор — Странник

## Создание и релиз
Первые планы экранизации рассказа Джорджа Мартина «В потерянных землях» появились в 2015 году. Планировалось использовать для создания сценария ещё два рассказа того же автора — «Одинокие песни Ларена Дорра» и «Злоцветы». Режиссёром должен был стать Константин Вернер, купивший права на все три произведения ещё в 2009 году, он же написал сценарий. Однако производство фильма так и не началось. В феврале 2021 года проект был реанимирован, режиссёром стал Пол У. С. Андерсон, главные роли получили Дейв Батиста и Милла Йовович. Съёмки проходили в Польше с ноября 2022 по февраль 2023 года. В ноябре 2024 года Джордж Мартин сообщил дату премьеры фильма — 28 февраля 2025 года..
В сентябре 2024 года компания Vertical купила права на американский прокат фильма. 19 ноября 2024 года Джордж Р. Р. Мартин в своём блоге назвал дату выхода картины в американский прокат — 28 февраля 2025 года; при этом он назвал фильм «тёмным, извращённым, атмосферным и очень весёлым» (англ. Dark and twisted and atmospheric, and a lot of fun).

## Отзывы
По данным агрегатора Rotten Tomatoes, 
17 % из 24 обзоров были положительными, со средней оценкой 3,4 из 10. Сайт Metacritic, который использует средневзвешенный показатель, присвоил фильму оценку 37 из 100 на основе девяти рецензий критиков, что указывает на «в целом неблагоприятные» рецензии.
Обозреватель журнала «Мир фантастики» Денис Старостин опубликован негативный отзыв на фильм. По его мнению, «сохранив канву истории Мартина, Андерсон умудрился испортить практически каждый другой аспект — и, возможно, снял один из худших своих фильмов. Абсолютно все режиссёрские решения тянут „В потерянных землях“ вниз. Андерсон извратил каждый аспект оригинала». Критик охарактеризовал «В потерянных землях» как «потерянные для зрителя два часа жизни». Для Егора Козкина («Фильм.ру») это «преступно скучный» фильм, ставший «отчасти плодом беспорядочных связей „Безумного Макса“ и „Хроник Риддика“, но в первую очередь — старомодным отпечатком эпохи конца 1990-х и начала „нулевых“, откуда произошёл Андерсон с его характерной стилистикой».